# Monsun oder Der weiße Tiger
Monsun oder Der weiße Tiger ist ein Jugendbuch von Klaus Kordon, das 1980 erschienen ist. Das Buch erhielt 1982 den Friedrich-Gerstäcker-Preis. 

## Zusammenfassung
Monsun oder Der weiße Tiger beginnt wie eine Geschichte aus Tausendundeine Nacht. Gopu, ein 13-jähriger Straßenverkäufer, lebt in Bombay. Wie seine Geschwister arbeitet er den ganzen Tag, um seine Familie zu unterstützen. Gopus Vater ist akut von der Arbeitslosigkeit bedroht, da das Hotel, in dem Gopus Vater als Liftboy arbeitet, geschlossen werden soll.  Der Vater sucht und sucht, doch er findet keine Arbeit. Die Familie muss deshalb um ihre Existenz bangen. So kommt es Gopu gerade recht, dass sich Bapti, der Sohn eines reichen Fabrikanten aus Madras, einen Boy wünscht und sich dazu Gopu auswählt. 	 
Gopu wird mit nach Madras genommen, um dort dem gleichaltrigen Bapti zu dienen. Gopu versteht die Konflikte zwischen Herrschaft und Personal nicht und leidet insbesondere unter dem Zwiespalt, einerseits seine Familie ernähren zu müssen und andererseits seine persönlichen Freiheiten einschränken zu müssen und als Boy stets verfügbar sein zu müssen.
So belastet es ihn, eine Affäre zwischen dem Hausherrn und seiner minderjährigen Dienerin verheimlichen zu müssen.
Als Bapti und er in einen Verkehrsunfall verwickelt werden, muss Gopu eine Nacht im Gefängnis verbringen. Gopu hat genug und flieht. Er bleibt in Madras, wo er auch schon bald neue Freunde unter den Obdachlosen findet und bei ihnen das Handwerk des Schlangenbeschwörers lernt. 
Bapti, der in Gopu eigentlich stets einen Freund anstelle eines Boys suchte, folgt ihm in das gefährliche Leben der Obdachlosen, doch schon bald kommt die Regenzeit, der Monsun. Während der Regenzeit, die für die Obdachlosen oft den Tod bedeutet, müssen sich Gopu und seine Freunde durchkämpfen und sie treffen auf die schwangere Dienerin, die ihrerseits aus dem Haus von Baptis Eltern flüchtete, nachdem ihre Schwangerschaft bekannt wurde. 
Aus Angst um seine Familie in Bombay kauft er sich dann doch eine Fahrkarte nach Bombay. Doch als er bei seiner Familie ankommt, muss er feststellen, dass diese inzwischen in einem Slum wohnt. Doch trotz dieser bedrückenden Situation sieht er optimistisch in die Zukunft.